# دهستان گوراب‌پس
گوراب‌پَس یکی از دهستان‌های شهرستان فومن در استان گیلان ایران است.
روستای گوراب‌پس که حدود ۸ کیلومتر از مرکز شهرستان فاصله دارد. پیشهٔ عمده مردمان این دهستان کشاورزی و دامداری است. این دهستان در میان باغهای چای محصور است.